# Columbano Bordalo Pinheiro

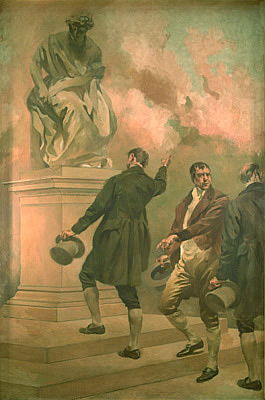
Manuel Borges Carneiro, per Columbano.

Columbano Bordalo Pinheiro (Lisboa, 21 de novembre de 1857 — 6 de novembre de 1929) fou un pintor naturalista i realista portuguès.

## Biografia
Fill del també  pintor i  escultor Manuel Maria Bordalo Pinheiro, va iniciar la seva formació a l'Acadèmia de Belles Arts de Lisboa, on va ser alumne de Simões de Almeida, un famós escultor del romanticisme portuguès.
Per completar la seva formació, va marxar a París, mercès a una beca d'estudis costejada pel rei consort Ferran II de Portugal, en aquell moment ja vidu de la reina Maria II de Portugal. Allà hi va rebre la influència de pintors com Édouard Manet o Edgar Degas, que es van manifestar posteriorment en la seva obra. També a París hi va tenir lloc, el 1882, una gran exposició de la seva obra al famós Saló de París. En aquesta exposició es va presentar al públic la seva obra Soirée chez Lui, que va ser sorprenentment ben acollida per la sempre exigent crítica artística parisenca.
De tornada a Portugal, es va unir al "Grup do Leão", que pretenia renovar l'estètica artística del país. D'aquest període són els seus cèlebres retrats de Ramalho Ortigão, Teófilo Braga, Eça de Queirós o Antero de Quental. També en aquesta època Columbano il·lustrà mitjançant frescos (els coneguts com Painéis Dos Passos Perduts) la sala de recepcions del Palácio de São Bento, a Lisboa.
El 1901, es va convertir en professor de pintura històrica a l'Acadèmia de Belles Arts de Lisboa, on s'havia format, i el 1914 va ser nomenat director del Museu de Chiado (el Museu Nacional d'Art Contemporani) pel nou règim republicà recent instaurat, succeint així en el càrrec en Carlos Reis.